# Казак (Болгарія)
Каза́к (болг. Казак) — село в Хасковській області Болгарії. Входить до складу общини Івайловград.

## Населення
За даними перепису населення 2011 року у селі проживали 22 особи.
Розподіл населення за віком у 2011 році:
Динаміка населення: